# 塔卡霍 (紐約州)
塔卡霍（英語：Tuckahoe）是位於美國紐約州薩福克縣的普查規定居民點。

## 人口
根據2020年美國人口普查的數據，塔卡霍的面積為12.27平方千米，當中陸地面積為10.55平方千米，而水域面積為1.72平方千米。當地共有人口1505人，而人口密度為每平方千米122.66人。